# Where Destiny Guides
Where Destiny Guides è un cortometraggio muto del 1913 diretto da Wallace Reid

## Trama
Trama in (EN)  di Moving Picture World  su IMDb

## Produzione
Il film fu prodotto dall'American Film Manufacturing Company come Flying A.

## Distribuzione
Distribuito dalla Mutual Film, il film - un cortometraggio in una bobina - uscì nelle sale cinematografiche USA il 20 gennaio 1913 e in quelle britanniche il 19 marzo 1913.